# Église de Nubie

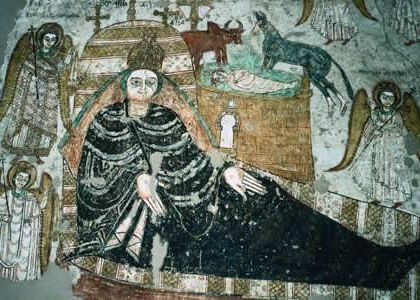
Fresques de la cathédrale de Faras

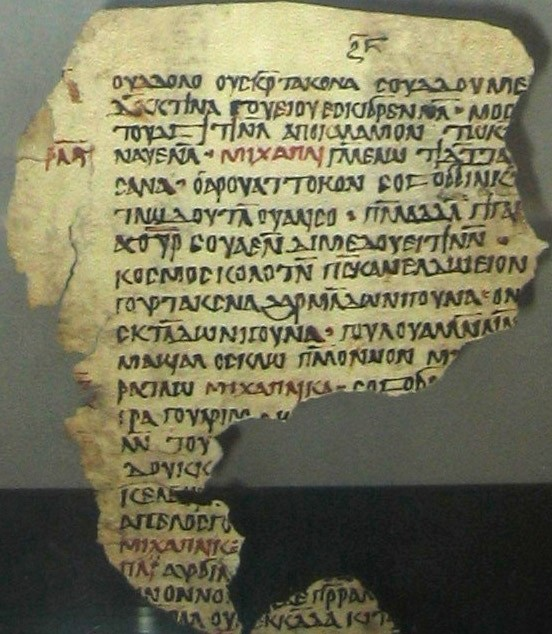
Une page de la traduction en ancien nubien du Liber Institutionis Michaelis Archangelis entre les IXe et Xe siècles, trouvé à Qasr Ibrim. Le nom de l'archange saint Michel est inscrit en rouge

L'Église de Nubie fut une Église établie en Nubie (Sud de l'Égypte et Nord du Soudan actuels). Elle fut liée pendant la plus grande partie de son histoire à l'Église d'Alexandrie. L'Église disparut du fait de l'expansion de l'Islam dans la région.

## Histoire
L'implantation du christianisme en Nubie remonte au IVe siècle mais c'est seulement au VIe siècle qu'il fut organisé. La religion chrétienne semble s'être installée assez tôt dans ce territoire, des fouilles archéologiques y ont mis en évidence la présence d'églises, de monastères et d'ermitages dès la fin du Ve siècle.
En 543, le missionnaire monophysite Julien envoyé par l'impératrice Théodora convertit le roi des Nobades (probablement Eirpanome) au christianisme monophysite. Julien devance de peu l'envoyé de l'empereur Justinien Ier qui souhaitait convertir la Nobatie à sa propre religion, le christianisme melchite (chalcédonien ou dyophysite). La Nobatie sera donc monophysite comme l'Alodie, convertie par l'évêque Longin. À l'inverse, l'historien Claude Rilly émet l'hypothèse que la Makurie aurait été convertie au christianisme melchite par un envoyé de Justinien. Cette différence de religion pourrait expliquer l'hostilité de la Makurie envers la Nobatie et l'Alodie durant la deuxième moitié du VIe siècle. Elle expliquerait également pourquoi l'on ressent l'influence égyptienne en Nobatie et Alodie et l'influence byzantine en Makurie.
Trois sortes de monachismes coexistaient en Nubie Chrétienne : les anachorètes (ermite isolé), les laures (ermites groupés communiquant peu entre eux) et les cénobites vivant en monastères. Deux ermitages sont bien connus en Nubie, à Faras et à Ez Zuma. Plusieurs autres sites sont suspectés d'avoir abrités des ermitages anachorètes ou laures. 
En 719, l'Église de Nubie transfère son allégeance de l'Église orthodoxe (dite Melkite) vers l'Église orthodoxe orientale (Église copte orthodoxe).

## Production artistique
Les royaumes chrétiens de Nubie nous ont légué une importante production artistique représentée par les peintures murales qui couvraient les murs des églises et des monastères.